# U205 Luck
Az U205 Luck az Ukrán Haditengerészet 1124M típusú (más néven Albatrosz-osztály, NATO-kódja: Grisha–V osztály) korvettje. 1994 júliusáig a 400-as, 2007 januárjáig az U200 hadrendi jelzést viselte. Honi kikötője a Donuzlav tavon, Novoozernében található.

## Története

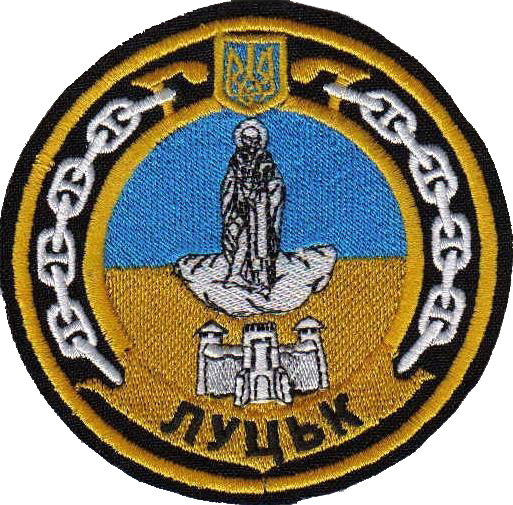

A hajó építése 1992. december 26-án kezdődött el a kijevi Lenyinszka Kuznya hajógyárban, SZ–012 gyári szám alatt. A hajó az 1976-ban bevezetett 1124 típusú korvettek (eredeti szovjet besorolás szerint kis tengeralattjáró-elhárító hajó) utolsó változatához, az 1124M típusváltozathoz tartozik, mely az alapváltozattól modernebb rádióelektronikai berendezéseiben és fegyverzetében különbözik. 1993. május 5-én bocsátották vízre Kijevben, majd november 4–16. között a Dnyeperen Mikolajivbe vontatták. Onnan november 21-én futott ki a tengere és áthajózott későbbi honi kikötőjébe, Szevasztopolba. A hajó hadrendbe állítását 1993. december 30-án hagyták jóvá, az ukrán hadilobogót pedig ünnepélyes keretek között 1994. január 12-én vonták föl. A hajót Luck városáról nevezték el.
A hajó azóta aktív szolgálatot lát el az Ukrán Haditengerészet kötelékében. 1994-től 2009 elejéig mintegy 55 ezer tengeri mérföldet tett meg. A hajó szolgálatba állításától kezdve részese volt minden olyan hazai és nemzetközi – köztük a NATO-val folytatott – gyakorlatnak, melyben az Ukrán Haditengerészet érintett volt. Látogatáson vett részt romániai, törökországi és bulgáriai kikötőkben.
2004-ben nagyjavításon esett át a szevasztopoli hajójavító üzemben.